# Lechriodus melanopyga
Lechriodus melanopyga és una espècie de granota que viu a Indonèsia i Papua Nova Guinea.